# Johannes de Doperkerk (Haamstede)

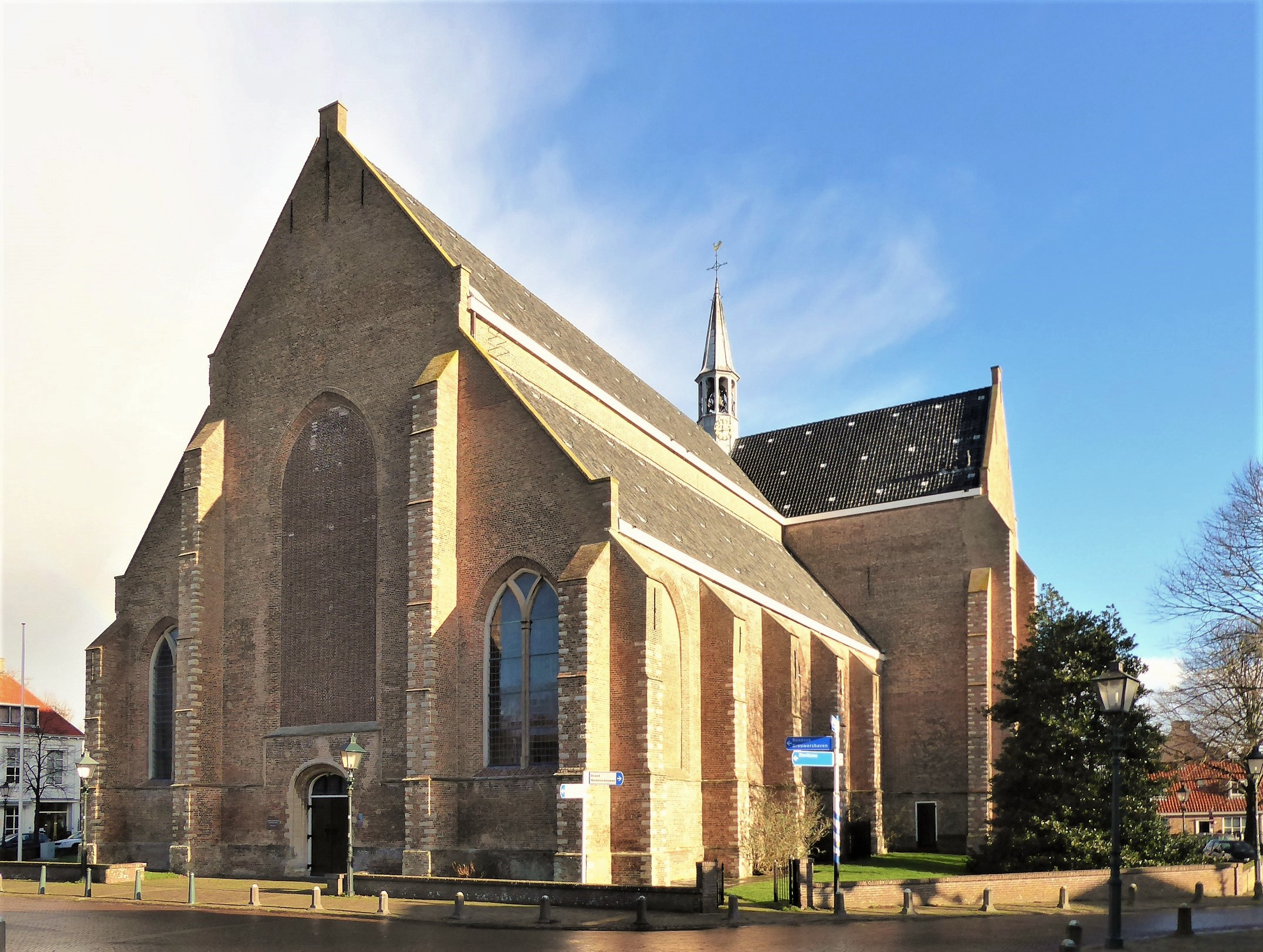
Johannes de Doperkerk

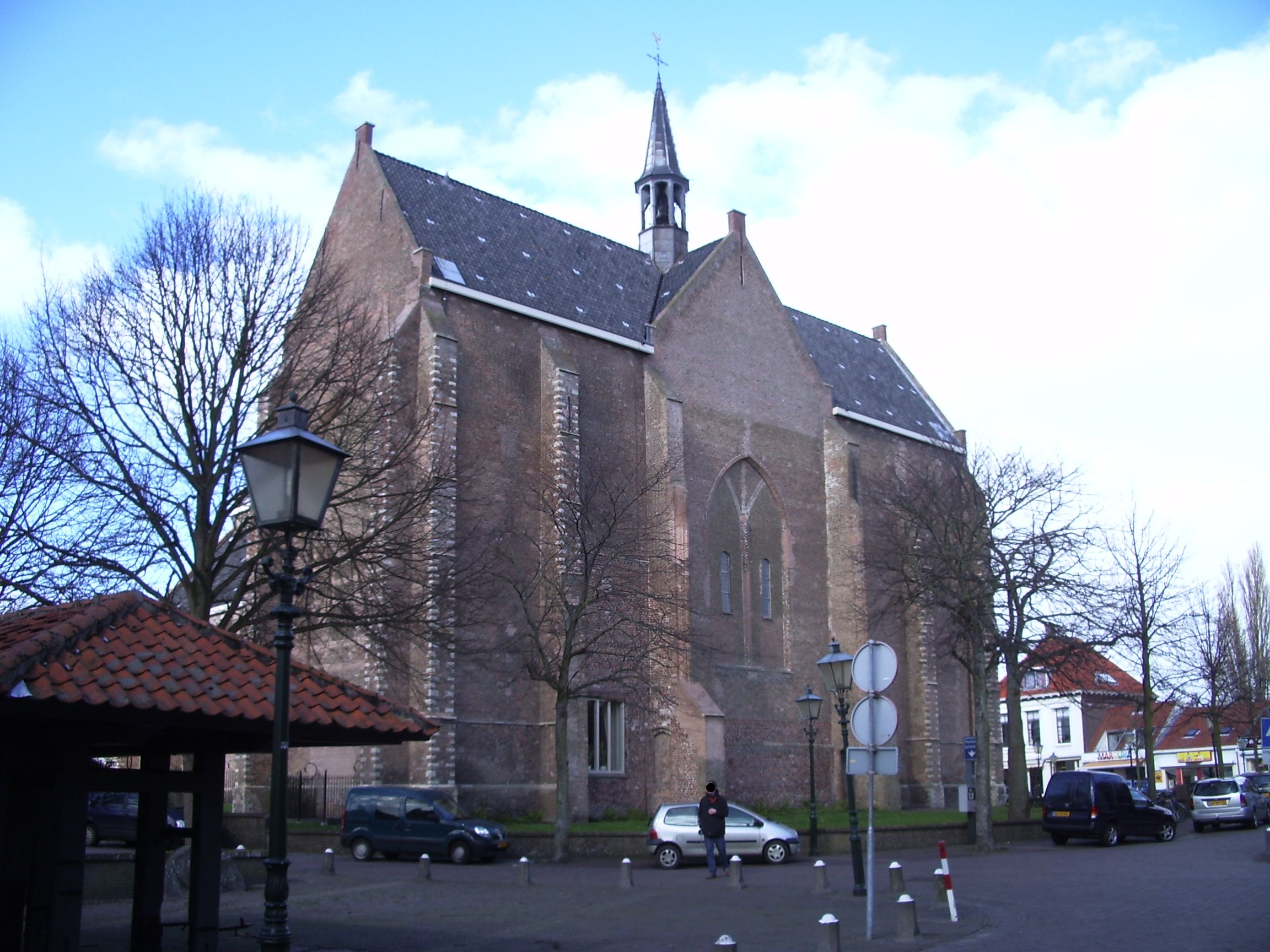
Das Querhaus mit dem vermauerten Triumphbogen

Die Johannes de Doperkerk (deutsch Johannes der Täufer-Kirche; auch Hervormde Kerk, deutsch Reformierte Kirche genannt) ist das Kirchengebäude einer evangelisch-reformierten Gemeinde innerhalb der Protestantischen Kirche in den Niederlanden in Haamstede, einem Ortsteil von Burgh-Haamstede (Gemeinde Schouwen-Duiveland) in der Provinz Zeeland. Das Kirchengebäude ist als Rijksmonument eingestuft.

## Geschichte
Die Johanneskirche zu Haamstede geht zurück auf eine Stiftung des Bischofs zu Utrecht. Ihre erste Erwähnung erfolgte 1226. Der erste Kirchenbau aus Tuffstein, dessen Fundamente bei archäologischen Untersuchen 1966 in das 11. Jahrhundert datiert werden konnten, ist 1506 einem Brand zum Opfer gefallen. 
Bald nach dem Brand wurde ein großer spätgotischer Neubau in Form einer dreischiffigen Pseudobasilika mit Querschiff begonnen. Der Dachreiter erhielt 1532 eine Glocke. Nach Einführung der Reformation wurde der Chor im reformierten Gottesdienst nicht mehr benötigt und wurde baufällig. Der Chorraum wurde 1605 niedergelegt. Im Triumphbogen wurde ein großes gotisches Fenster eingebaut, welches heute vermauert ist. Das Querhaus wurde 1810 durch eine bemalte hölzerne Wand vom Langhaus und den Seitenschiffen abgetrennt.
Die Reformierte Gemeinde gehört zur 2004 geschaffenen unierten Protestantischen Kirche in den Niederlanden (PKN). Sie hat sich innerhalb der Union der Vereinigung PKN Kerken in de Westhoek van Schouwen-Duiveland angeschlossen.

## Orgel
Die erste  Orgel wurde 1921 eingeweiht. Es handelte sich dabei um ein pneumatisches Instrument der Orgelbaufirma A.S.J. Dekker (Goes). Die heutige Orgel wurde 1987–1988 von der Orgelbaufirma A. Nijsse en Zoon (Wolphaartsdijk) erbaut, in der das Pfeifenmaterial der Dekker-Orgel wiederverwendet wurde. Das Instrument hat 15 Register auf zwei Manualen und Pedal.
| I Hauptwerk C–f3 |       |
| Prestant         | 8′    |
| Roerfluit        | 8′    |
| Octaaf           | 4′    |
| Gedekte fluit    | 4′    |
| Quint            | 3′    |
| Octaaf           | 2′    |
| Mixtuur III-IV   | 1 ⁄3′ |
| Trompet          | 8′    |

| II Nebenwerk C–f3 |        |
| Holpijp           | 8′     |
| Roerfluit         | 4′     |
| Nasard            | 2 ⁄3′  |
| Fluit             | 2′     |
| Terts             | 1 3⁄5′ |
| Tremulant         |        |

| Pedal C–f1 |     |
| Subbas     | 16′ |
| Openfluit  | 8′  |

- Koppeln: II/I, I/P, II/P